# Sony Alpha 200
Aucun α 230
Le Sony Alpha 200 (typographié α200) est un appareil photographique reflex numérique produit par Sony. Descendant direct du Alpha 100, il est destiné en priorité à un public amateur, mais intègre des fonctions avancées. Sa commercialisation a débuté en janvier 2008 pour terminer cinq trimestres plus tard.

## Placement dans la gamme
Son orientation « grand public » se concrétise par la présence, en sus des classiques modes P (automatique multi-programmé), S (automatique à priorité vitesse), A (automatique à priorité ouverture) et M (manuel) de vari-programmes : automatique, portrait, paysage, macro, sport, coucher de soleil et portrait de nuit.

## Caractéristiques
Le boîtier de l'Alpha 200 est construit autour d'un capteur CCD mobile de 10.2 méga pixels, de format APS-C. Sa plage de sensibilités s'étend de 100 à 3 200 ISO. La vitesse de l'obturateur varie entre 1/4 000 et 30 secondes et la vitesse de synchronisation du flash maximale est de 1/160 de seconde. Le Sony Alpha 200 est doté d'un écran LCD de 6,8 cm (2,7 pouces), composé de 230 400 points. Son autofocus rapide constitué de 9 collimateurs lui permet de prendre 3 images par seconde en mode rafale, jusqu'à ce que la carte mémoire soit pleine. La mesure de l'exposition est assurée par une cellule en silicium, qui mesure la lumière dans 40 segments en nid d'abeilles. L'autonomie de la batterie est de 750 vues selon Sony (norme CIPA).